# Beauty (album)
Pour les articles homonymes, voir Beauty.
 (avril 2017).
Si vous disposez d'ouvrages ou d'articles de référence ou si vous connaissez des sites web de qualité traitant du thème abordé ici, merci de compléter l'article en donnant les références utiles à sa vérifiabilité et en les liant à la section « Notes et références ».
Albums de Ryūichi Sakamoto
Le Dernier Empereur (BO)
(1987) Un thé au Sahara (BO)
(1990)
Beauty est le huitième album solo du pianiste et compositeur japonais Ryūichi Sakamoto, sorti le 21 novembre 1989.
Une version japonaise et une version internationale sont publiées par Virgin Records, respectivement, en 1989 et 1990.
La version internationale contient le titre You Do Me (Edit), avec la chanteuse Jill Jones, une chanson diffusée auparavant en tant que single.
On y retrouve entre autres invités, Youssou N'Dour, Brian Wilson, Robert Wyatt, Naná Vasconcelos, Robbie Robertson, L. Shankar, Sly Dunbar, etc. 

## Liste des titres
Toutes les chansons sont écrites et composées par Ryūichi Sakamoto, sauf annotation.
| Édition originale japonaise | Édition originale japonaise                                                   | Édition originale japonaise | Édition originale japonaise | Édition originale japonaise | Édition originale japonaise | Édition originale japonaise | Édition originale japonaise | Édition originale japonaise | Édition originale japonaise |
| No                          | Titre                                                                         | Durée                       |                             |                             |                             |                             |                             |                             |                             |
| --------------------------- | ----------------------------------------------------------------------------- | --------------------------- | --------------------------- | --------------------------- | --------------------------- | --------------------------- | --------------------------- | --------------------------- | --------------------------- |
| 1.                          | Calling From Tokyo                                                            | 4:27                        |                             |                             |                             |                             |                             |                             |                             |
| 2.                          | A Rose                                                                        | 5:12                        |                             |                             |                             |                             |                             |                             |                             |
| 3.                          | Asadoya Yunta (musique de Choho Miyara)                                       | 4:35                        |                             |                             |                             |                             |                             |                             |                             |
| 4.                          | Futique                                                                       | 4:09                        |                             |                             |                             |                             |                             |                             |                             |
| 5.                          | Amore                                                                         | 4:56                        |                             |                             |                             |                             |                             |                             |                             |
| 6.                          | We Love You (musique et paroles de Mick Jagger, Keith Richards)               | 5:15                        |                             |                             |                             |                             |                             |                             |                             |
| 7.                          | Diabaram (feat. Youssou N'Dour) (musique de Ryūichi Sakamoto, Youssou N'Dour) | 4:14                        |                             |                             |                             |                             |                             |                             |                             |
| 8.                          | A Pile of Time                                                                | 5:34                        |                             |                             |                             |                             |                             |                             |                             |
| 9.                          | Romance                                                                       | 5:32                        |                             |                             |                             |                             |                             |                             |                             |
| 10.                         | Chinsagu No Hana                                                              | 7:28                        |                             |                             |                             |                             |                             |                             |                             |
| 11.                         | Adagio (musique de Samuel Barber)                                             | 7:46                        |                             |                             |                             |                             |                             |                             |                             |
| 59:09                       |                                                                               |                             |                             |                             |                             |                             |                             |                             |                             |

| Édition originale internationale | Édition originale internationale                                                                      | Édition originale internationale | Édition originale internationale | Édition originale internationale | Édition originale internationale | Édition originale internationale | Édition originale internationale | Édition originale internationale | Édition originale internationale |
| No                               | Titre                                                                                                 | Durée                            |                                  |                                  |                                  |                                  |                                  |                                  |                                  |
| -------------------------------- | --- | -------------------------------- | -------------------------------- | -------------------------------- | -------------------------------- | -------------------------------- | -------------------------------- | -------------------------------- | -------------------------------- |
| 1.                               | You Do Me (Edited version) feat. Jill Jones (musique de Kirk Crumpler, Larry White, Ryūichi Sakamoto) | 5:06                             |                                  |                                  |                                  |                                  |                                  |                                  |                                  |
| 2.                               | Calling From Tokyo                                                                                    | 4:26                             |                                  |                                  |                                  |                                  |                                  |                                  |                                  |
| 3.                               | A Rose                                                                                                | 5:11                             |                                  |                                  |                                  |                                  |                                  |                                  |                                  |
| 4.                               | Asadoya Yunta (musique de Choho Miyara)                                                               | 4:36                             |                                  |                                  |                                  |                                  |                                  |                                  |                                  |
| 5.                               | Futique                                                                                               | 4:09                             |                                  |                                  |                                  |                                  |                                  |                                  |                                  |
| 6.                               | Amore                                                                                                 | 4:54                             |                                  |                                  |                                  |                                  |                                  |                                  |                                  |
| 7.                               | We Love You (remix) (musique et paroles de Mick Jagger, Keith Richards)                               | 4:46                             |                                  |                                  |                                  |                                  |                                  |                                  |                                  |
| 8.                               | Diabaram (feat. Youssou N'Dour) (musique de Ryūichi Sakamoto, Youssou N'Dour)                         | 4:13                             |                                  |                                  |                                  |                                  |                                  |                                  |                                  |
| 9.                               | A Pile of Time                                                                                        | 5:34                             |                                  |                                  |                                  |                                  |                                  |                                  |                                  |
| 10.                              | Romance                                                                                               | 5:33                             |                                  |                                  |                                  |                                  |                                  |                                  |                                  |
| 11.                              | Chinsagu No Hana                                                                                      | 7:28                             |                                  |                                  |                                  |                                  |                                  |                                  |                                  |
| 55:56                            | |                                  |                                  |                                  |                                  |                                  |                                  |                                  |                                  |

| Titre bonus caché - Édition américane | Titre bonus caché - Édition américane | Titre bonus caché - Édition américane | Titre bonus caché - Édition américane | Titre bonus caché - Édition américane | Titre bonus caché - Édition américane | Titre bonus caché - Édition américane | Titre bonus caché - Édition américane | Titre bonus caché - Édition américane | Titre bonus caché - Édition américane |
| No                                    | Titre                                 | Durée                                 |                                       |                                       |                                       |                                       |                                       |                                       |                                       |
| ------------------------------------- | ------------------------------------- | ------------------------------------- | ------------------------------------- | ------------------------------------- | ------------------------------------- | ------------------------------------- | ------------------------------------- | ------------------------------------- | ------------------------------------- |
| 12.                                   | You Do Me (remix)                     | 4:00                                  |                                       |                                       |                                       |                                       |                                       |                                       |                                       |
| 59:56                                 |                                       |                                       |                                       |                                       |                                       |                                       |                                       |                                       |                                       |

## Personnel
- Ryūichi Sakamoto : Claviers, piano, chant, chœurs
- Daisy Paradis : Sitar
- Pandit Dinesh : Tabla
- Nana Vasconcelos : Percussions
- Paco Yé, Seidou "Baba" Outtara, Sibiri Outtara : Percussions
- Milton Cordona : Shekere
- Yoriko Ganeko : Shamisen [Sanshin], Castanets [Sanba]
- Magatie Fall : Talking Drum
- Carlos Lomas : Guitare
- Bun Itakura : Guitare
- Dali Kimoko-N’Dala : Guitare
- Robbie Robertson : Guitare
- Arto Lindsay : Guitare, narration d'un poème
- Eddie Martinez : Guitare solo
- Jiang Jian Huo : Erhu
- L. Shankar : Double violon
- Pino Palladino : Basse
- Mark Johnson : Basse
- Sly Dunbar : Batterie
- Brian Wilson, Kazumi Tamaki, Misako Koja, Nicky Holland, Ryuichi Sakamoto, Yoriko Ganeko, Youssou N'Dour : Chant, chœurs
- Kazumi Tamaki, Misako Koja, Yoriko Ganeko : Shamisen [Sanshin]
- Laura Shaheen : Chant
- Robert Wyatt : Chant
- Sham Guibbory : Premier violon, Direction de l'orchestre
- Song-Won Park : Zither, chant